# Югозападен национален парк
Югозападният национален парк (на английски: Southwest National Park), с площ от 618 267 ha, е разположен в Югозападна Тасмания, Австралия.
Това е най-големият парк на о. Тасмания и е част от Зоната на дивата природа в Тасмания, която влиза в списъка на световното наследство на ЮНЕСКО.
Източната граница е на 93 km западно от Хоубарт и паркът се простира към западния и южния бряг на острова. В него е включена основната част от тасманийската Югозападна пустош.
Паркът е известен с девствените си пусти пространства и усамотеност. Времето в парка е изключително променливо, и може да бъде доста сурово. Районът до голяма степен е незасегнат от човека. Въпреки доказателствата, че тасманийските аборигени са кръстосвали района най-малко

## История
Основната част на парка е създадена през 1955 г. и първоначално е наречена Национален парк „Лейк Педер“. През следващите 35 години, паркът е преименуван и постепенно разширяван, докато накрая достига настоящите си размери през 1990 г.

## Див свят
В района на Мелалека се намират местата за летния размножителен период на силно застрашения от изчезване Neophema chrysogaster (Оранжевокоремест папагал).